# Laurella
Laurella är ett släkte av tvåvingar. Laurella ingår i familjen svävflugor.
Kladogram enligt Catalogue of Life:
| Laurella | \| \| Laurella formosus \| \| \| \| \| \| Laurella pallidoventris \| \| \| \| |
|          | \| \| Laurella formosus \| \| \| \| \| \| Laurella pallidoventris \| \| \| \| |
|          | Laurella formosus                                                             |
|          |                                                                               |
|          | Laurella pallidoventris                                                       |
|          |                                                                               |